# Melker Broberg
Melker Broberg, född 7 april 2003, är en svensk bandyspelare, som spelar i Hammarby IF. Han är bror till bandyspelaren Joel Broberg.